# لیف بلومکویست
لیف بلومکویست (انگلیسی: Leif Blomqvist؛ زادهٔ ۲۰ مارس ۱۹۳۷) دیپلمات اهل فنلاند است.